# Yawara!
Yawara! (яп. やわら!) — манга Наоки Урасавы, издававшаяся в журнале Big Comic Spirits с 1986 по 1993 годы. В 1990 году она получила премию издательства Shogakukan в общей категории. В 1989 году компания Toho экранизировала мангу в качестве одноимённого фильма, режиссёром которого стал Кадзуо Ёсида. В главной роли снялся Юи Асака. Аниме-версия, состоящая из 124 серий, транслировалась по телеканалу Yomiuri TV с октября 1989 года до сентября 1992 года. Она лицензирована в США компанией AnimEigo.

## Сюжет
В центре истории находится молодая девушка Явара Инокума (яп. 猪熊 柔 Inokuma Yawara), которая занимается дзюдо. Дедушка поставил перед ней определённую цель — победить на чемпионате Японии, а затем завоевать золотую медаль на летних Олимпийских играх 1992 года. В начале манги Явара занимается спортом под давлением деда, плохо относится к дзюдо и старается избегать тренировок при любой удобной возможности, однако с течением времени понимает, почему дедушка любит дзюдо, и начинает ценить этот спорт.

## Восприятие и критика
В манге больше внимания уделяется не спортивным событиям, а чувствам и действиям героини: на одной стороне её любовь к дедушке и желание выполнить его мечту, на другой — желание вести нормальную жизнь, ходить в школу, весело проводить время с друзьями, влюбиться. Однако Yawara! была популярна не только среди женской аудитории.

## Саундтрек
| №  | Название                                                                   | Текст песни     | Музыка                                                                 | Серии    | Длительность |
| -- | -------------------------------------------------------------------------- | --------------- | ---------------------------------------------------------------------- | -------- | ------------ |
| 1. | «Miracle Girl (яп. ミラクル・ガール Миракуру Га:ру)»                       | Ёсико Миура     | Коуити Фудзи. Исполнитель: Марико Нагаи                                | 01 — 43  |              |
| 2. | «Rain-Kissed Bouquet… (яп. 雨にキッスの花束を Ame ni Kiss no Hanataba wo)» | Юхо Ивасато     | KAN. Исполнитель: Мики Имаи                                            | 44 — 81  |              |
| 3. | «Girl Can't Lose (яп. 負けるな女の子! Makeruna Onnanoko!)»                 | Юко Хара        | Юко Хара                                                               | 82 — 102 |              |
| 4. | «YOU AND I»                                                                | Тайдзо Дзюноути | Тайдзо Дзюноути. Аранжировка Такаюки Нэгиси. Исполнитель: Марико Нагаи | 103—124  |              |

| №  | Название                                                                      | Текст песни     | Музыка                                                                  | Серии    | Длительность |
| -- | ----------------------------------------------------------------------------- | --------------- | ----------------------------------------------------------------------- | -------- | ------------ |
| 1. | «Stand By Me (яп. スタンド・バイ・ミー Sutando Bai Mii)»                      | Такаси Мацумото | Ватару Яхаги. Аранжировка Мицуо Хагиты. Исполнитель: Рика Химэноги      | 01 — 43  |              |
| 2. | «Searching for a Smile (яп. 笑顔を探して Egao wo Sagashite)»                  | Мидори Карасима | Мидори Карасима. Аранжировка Кэя Вакакусы. Исполнитель: Мидори Карасима | 44 — 81  |              |
| 3. | «Girl Era (яп. 少女時代 Shoujo Jidai)»                                        | Юко Хара        | Юко Хара                                                                | 82 — 102 |              |
| 4. | «You Were Always There (яп. いつもそこに君がいた Itsumo Soko ni Kimi ga Ita)» | LOU             | LOU. Исполнитель: LAZY LOU's BOOGIE                                     | 103—124  |              |